# La Combine

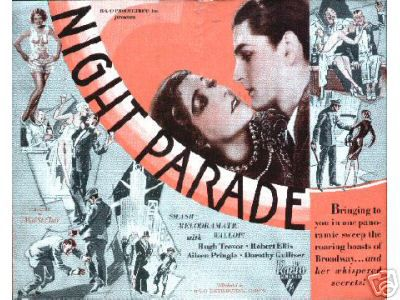
Affiche du film.

La Combine (Night Parade) est un film américain pré-Code réalisé par Malcolm St. Clair, sorti en 1929.

## Synopsis
Bobby Murray est le champion de boxe des poids moyens, managé par son père, Tom. Il n'est pas favori pour défendre son titre. Un journaliste sportif local, Sid Durham, pense lui aussi qu'il va perdre, mais il a beaucoup d'estime pour Tom. Un gangster, John Zelli, pense lui aussi que Murray va perdre, mais préfère s'en assurer. Zelli fait appel aux talents de la sensuelle Paula Vernoff pour séduire Bobby et le convaincre de perdre le combat.
Au fil de plusieurs rencontres entre Paula et Bobby, elle réussit à le convaincre de perdre volontairement. Durham, grâce à ses relations, découvre le complot de Zelli et révèle à Tom ce que Bobby a accepté. Tom est confronté à Bobby, qui avoue, après quoi il apprend qu'une amie d'enfance, Doris O'Connell, pour qui il a toujours eu des sentiments, éprouve également des sentiments pour lui.

## Fiche technique
- Titre original : Night Parade
- Réalisation : Malcolm St. Clair
- Scénario : James Gruen, George O'Hara d'après la pièce Ringside' de Hyatt Dabb, Edward Paramore, Jr. et George Abbo
- Producteur : William Le Baron[1]
- Photographie : William Marshall
- Montage : Jack Kitchen
- Production : RKO Pictures
- Distributeur : RKO Pictures
- Durée : 71 minutes
- Date de sortie : 27 octobre 1929

## Distribution
- Aileen Pringle : Paula Vernoff
- Hugh Trevor : Bobby Martin
- Dorothy Gulliver : Doris O'Connell
- Robert Ellis : John W. Zelli
- Ann Pennington : Danseuse
- Lloyd Ingraham : Tom Murray
- Lee Shumway : Sid Durham
- Charles Sullivan : Huffy